# Григоре II Гика
Григоре II Гика е четири пъти господар на Молдова и два пъти на Влашко в периода 1726-1741 и 1747-1752 по времето на Махмуд I. Внук на Григоре I Гика.
Управлението му е конформистко. Намалява данъците, но продължава политиката за инфилтриране на фанариоти на водещи позиции в дунавските княжества — за сметка на местните боляри. Остава в историята като щедър ктитор на редица местни и на Света гора православни манастири.